# نهائي كأس الاتحاد الإنجليزي 1965
نهائي كأس الاتحاد الإنجليزي لعام 1965 (بالإنجليزية: FA Cup final 1965) هي مباراة كرة قدم الختامية لتحديد الفائز في بطولة كأس الاتحاد الإنجليزي 1964–65 في النسخة الرابعة والثمانين من مسابقة الكأس الإنجليزي في بطولة الأقدم في تاريخ في كرة القدم وينظمها الاتحاد الإنجليزي لكرة القدم، أقيمت مباراة نهائي كأس الاتحاد الإنجليزي بين ليفربول وليدز يونايتد في 1 مايو 1965 في ملعب ويمبلي، لندن. كانت هذه المباراة النهائية لكأس الاتحاد الإنجليزي 1964-1965، الموسم الثالث والتسعين من مسابقة الكأس الأساسية في إنجلترا، كأس تحدي اتحاد كرة القدم، والمعروفة باسم كأس الاتحاد الإنجليزي. يعتبر الظهور الثالث لنادي ليفربول في نهائي كأس الاتحاد الإنجليزي، وكان قد خسر النهائيين السابقين عامي 1914 و1950، بينما يعتبر الظهور الأول لنادي ليدز يونايتد في النهائي.
وتأهل كلا الفريقين إلى المنافسة في الجولة الثالثة. كانت أغلب مباريات ليفربول متقاربة المستوى، ولم يسجل الفريق أكثر من هدفين في أي من مبارياته، وكان هذا أيضًا أكبر فوز له. تراوحت مباريات ليدز بين المباريات المتقاربة والانتصارات المريحة. فازوا في مباراتهم بالدور الثالث ضد ساوثبورت بنتيجة 3-0، بينما تغلبوا على مانشستر يونايتد بنتيجة 1-0 في مباراة إعادة بالدور نصف النهائي بعد التعادل 0-0 في المباراة الأولى.
شاهد المباراة حشد من 100 ألف متفرج، وكانت أول 90 دقيقة من المباراة بدون أهداف حيث كافح كلا الجانبين لخلق فرص التهديف. تعرض جيري بيرن مدافع ليفربول لكسر في عظمة الترقوة في وقت مبكر من المباراة لكنه واصل اللعب حيث لم يكن هناك أي بدلاء. وكان مشاركا في الهدف الافتتاحي في الوقت الإضافي. ووجد بايرن المهاجم روجر هانت في الدقيقة 93، بتمريرة عرضية من الجانب الأيمن للملعب، ليحولها هانت برأسه إلى مرمى ليدز ليمنح ليفربول التقدم. وأدرك ليدز التعادل بعد سبع دقائق عندما سجل بيلي بريمينر. لكن ليفربول استعاد تقدمه في الدقيقة 117 عندما حول المهاجم إيان سانت جون تمريرة إيان كالاهان برأسه في المرمى. فاز ليفربول بالمباراة 2-1 ليفوز بكأس الاتحاد الإنجليزي للمرة الأولى.
أعرب مدرب ليفربول بيل شانكلي عن سعادته بفوز فريقه ووصفه بأنه "أعظم لحظة" في مسيرته التدريبية. واعترف نظيره في ليدز، دون ريفي، بأن ليفربول كان الفريق الأفضل، لكنه كان عازمًا على تصحيح الأخطاء في الموسم التالي. وانتقدت وسائل الإعلام الوطنية المباراة النهائية ووصفتها بأنها "مملة".

## عن الفريقين
| الفريق       | التتويج | المشاركات السابقة في النهائيات (الخط الغليظ للأرقام يشير لسنة التتويج باللقب) |
| ------------ | ------- | ----------------------------------------------------------------------------- |
| ليفربول      | 0       | 2 (1914، 1950)                                                                |
| ليدز يونايتد | 0       | لم يسبق له الظهور في نهائي                                                    |

## المباراة

### تفاصيل المباراة
| ليفربول                  | 2–1 (ب.و.إ.) | ليدز يونايتد |
| ------------------------ | ------------ | ------------ |
| هانت 93' · سانت جون 117' | (Report)     | بريمنر 100'  |

| ليفربول | ليدز يونايتد |

|            |    |                |  |
|            |    | تشكيلة الفريق: |  |
| GK         | 1  | تومي لورانس    |  |
| DF         | 2  | كريس لاولر     |  |
| DF         | 3  | جيري بيرن      |  |
| MF         | 4  | جيف سترونج     |  |
| DF         | 5  | رون يتس (c)    |  |
| MF         | 6  | فيلي ستيفنسون  |  |
| MF         | 7  | إيان كالاهان   |  |
| FW         | 8  | روجر هنت       |  |
| FW         | 9  | إيان سانت جون  |  |
| DF         | 10 | توماس سميث     |  |
| MF         | 11 | بيتر تومبسون   |  |
| المدرب:    |    |                |  |
| بيل شانكلي |    |                |  |

|          |    |                |  |
|          |    | تشكيلة الفريق: |  |
| GK       | 1  | غاري سبريك     |  |
| DF       | 2  | بول ريني       |  |
| DF       | 3  | ويلي بيل       |  |
| MF       | 4  | بيلي بريمنير   |  |
| DF       | 5  | جاك تشارلتون   |  |
| DF       | 6  | نورمان هنتر    |  |
| MF       | 7  | جوني جايلز     |  |
| FW       | 8  | جيم ستوري      |  |
| FW       | 9  | ألان بيكوك     |  |
| MF       | 10 | بوبي كولنز (c) |  |
| MF       | 11 | ألبرت يوهانسون |  |
| المدرب:  |    |                |  |
| دون ريفي |    |                |  |